# Oi Polloi
Oi Polloi est un groupe d'anarcho-punk et oi! britannique, originaire d'Édimbourg, en Écosse. Il est à l'origine du punk gaélique, et formé au début des années 1980. 

## Biographie
Formé en 1981, le groupe est toujours en activité. Seul le chanteur Deek Allen, faisait initialement partie des fondateurs. En plus de 30 ans de carrière, le groupe change plusieurs fois de la formation, une cinquantaine de personnes y ayant participé. Tous sont largement engagés dans la défense de l'environnement et la lutte anti-capitaliste, et prônent des méthodes telles que l'action directe dans ce sens. Le groupe est également très actif dans la promotion de la culture écossaise et a réalisé plusieurs chansons en gaélique.
Une des particularités du groupe est d'avoir été composé à la fois de punks et de skinheads (anti-fascistes), à une époque où la majorité des skinheads en Grande-bretagne étaient affiliés à l'extrême-droite, d'où leurs chansons Punx'n'skins et Unite and win prônant l'unité entre les deux mouvements dans la lutte anti-capitaliste et anti-fasciste.
Oi Polloi commence à chanter en gaélique écossais en 1996, sortant l'EP Carson? (2003), puis enregistrant et publiant son tout premier album studio, Ar Ceòl Ar Cànan Ar-A-Mach en 2006. Le groupe utilise toujours ce langage pour communiquer publiquement.
En 2013, ils s'associent avec CLÀR, un éditeur écossais, pour la sortie de Air Cuan Dubh Drilseach, un ouvrage de science-fiction de Tim Armstrong, chanteur de Mill a h-Uile Rud, aux événements de l'Elvis Shakespeare et The Cruz Boat à Leith.

## Discographie

### Albums studio
- 1987 : Unite and Win (Oi! Records)
- 1990 : In Defence Of Our Earth (Words of Warning Records)
- 1990 : Outraged by the Atomic Menace (Words of Warning Records)
- 1993 : You've Heard It All Before (piste sur la compilation de Crass)
- 1994 : Fight Back!
- 1996 : Total Anarchoi (CD/LP)
- 1999 : Fuaim Catha (Skuld Records)
- 2002 : Outraged By The System (Step-1 Music)
- 2006 : Heavenly Peace (split LP avec Nikmat Olalim)
- 2006 : Gaidhlig na Lasair (Problem? Records)
- 2007 : Ar Ceòl, Ar Cànan, Ar-a-mach
- 2008 : Total Resistance to the Fucking System
- 2010 : SS Politician (CD, Chaosrurale Records/Active Rebellion)
- 2012 : Dùisg ! (Plastic Bomb/Social-Bomb Records)

### Splits et EP
- 1986 : Resist the Atomic Menace (réédité en 1994)
- 1986 : Skins 'N' Punks Volume Two (split avec Betrayed)
- 1986 : Unlimited Genocide (split LP avec A.O.A.)
- 1987 : Mad as... (split avec Toxik Ephex)
- 1988 : Outrage
- 1991 : Omnicide
- 1993 : Guilty
- 1994 : Oi Polloi Punx 'n' Skins
- 1994 : Oi Polloi / Blownapart Bastards
- 1998 : THC (Campary Rec.)
- 1999 : Let the Boots Do the Talking (Ruptured Ambitions Records)
- 2003 : Carson? (Nikt Nic Nie Wie)
- 2005 : Ceòl Gàidhlig mar Sgian nad Amhaich (compilation avec Mill a h-uile rud, Atomgevitter et Nad Aislingean) (Problem Records) 2005
- 2007 : Mind the Bollocks (Kämäset Levyt Records)
- 2010 : Cyklopen (split EP avec Kansalaistottelemattomuus)
- 2011 : Split EP avec Appalachian Terror Unit Profane Existence (US)/NNNW (Europe)
- 2012 : Split EP avec Na Gathan (Limited May Tour Edition)
- Oi Polloi - s/t (Nikt Nic Nie Wie)
- Bare Faced Hypocrisy Sells Records (Ruptured Ambitions Records)

### DVD
- 2012 : Oi Polloi: The Movie